# Massacro di Fakhkh
Il massacro di Fakhkh (definito secondo un uso diffuso arabo-islamico Yawm Fakhkh, in arabo ﻳﻮﻢ ﻓﺦ‎?) si riferisce alla repressione operata dalle forze abbasidi di un'insurrezione di stampo zaydita, scoppiata nel 786 nel villaggio di Fakhkh (a una diecina di km dalla Mecca). L'insurrezione era stata organizzata e condotta da al-Husayn b. 'Ali, ricordato poi come Ṣāḥib Fakhkh, "l'uomo di Fakhkh", che nello scontro trovò la morte.
L'insurrezione, di per sé, ebbe una rilevanza assai modesta ma si iscrive in quel rapido peggioramento dei rapporti tra Alidi e Abbasidi poco tempo dopo che essi, insieme, avevano provocato il drammatico crollo del Califfato omayyade. All'insurrezione peraltro non prese parte la componente husaynide dell'Ahl al-Bayt, allora rappresentata da Mūsā al-Kāẓim.
Le forze abbasidi furono affidate al comando di Muḥammad b. Sulaymān b. ʿAlī, cugino del Califfo regnante, al-Hādī ilà l-Ḥaqq. Esse - forti del fatto che gli abitanti di Medina non si erano schierate con l'esponente zaydita - ebbero la meglio sull'insorto in appena undici giorni.
Chi non cadde in battaglia tra gli sconfitti fu giustiziato e la testa, spiccata dal busto, di al-Ḥusayn b. ʿAlī, fu mostrata pubblicamente in Khorasan, regione in cui erano forti le simpatie zaydite.
Scamparono invece Idrīs e Yaḥyā, fratellastri di Muhammad al-Nafs al-Zakiyya, nonché zii di al-Ḥusayn b. ʿAlī, al pari dell'"Anima Pura". Costoro riuscirono a raggiungere rispettivamente il lontanissimo Maghreb e il Daylam (SO del Caspio). Con l'aiuto del capo berbero dei B. Awraba, Idrīs riuscì a dar vita a un Emirato che, dal suo nome, fu noto come idriside (789-926). Il secondo invece operò una capillare opera di conversione allo Zaydismo delle popolazioni iraniche locali, contribuendo all'affermazione dei Buwayhidi nel secolo seguente.